# Kollegium
 For alternative betydninger, se Kollegium (flertydig). (Se også artikler, som begynder med Kollegium)
 "Kollegiet" omdirigeres hertil. For andre betydninger af Kollegiet, se Kollegiet (film).
Et kollegium (i flertal kollegier) er en bebyggelse, hvor studerende bor sædvanligvis i små enkeltværelser, og hvor ca. 10-20 studerende deler et køkken (og i ældre kollegier også bad). I nogle tilfælde har den enkelte studerende eget køkken. Alt efter størrelse har et kollegium et eller flere køkkener.
Kollegieværelser er oftest billigere end andre lejede værelser, men kan kun bebos af studerende, og de fleste kollegier kræver, at de studerende er studieaktive for at kunne blive boende.
En beboer på et kollegium kaldes traditionelt en alumne. Betegnelsen kollegianer er ved at vinde frem. I gammel tid stavedes kollegium collegium. Det bruges stadig, og de helt gamle kollegiers navne er oprindeligt på latin. Regensens navn er fx Collegium Domus Regiæ.
En forstander på et kollegium kaldes ofte en efor, men kan på nogle kollegier hedde noget andet. Fx provst som på Regensen.
Et kollegium er mere end blot en boligform, og der er et stærkere fællesskab og sammenhold blandt alumner, end der i en andels- eller ejerforening.
Mange kollegier optager kun alumner efter bestemte kriterier: studerende ved Københavns Universitet, børn af frihedskæmpere, bestemte studieretninger, fødselssogne og familierelation til grundlæggeren.
Blandt kendte kollegier i København er Kampsax Kollegiet, Regensen, Tietgenkollegiet, 4. Maj Kollegiet, Egmont H. Petersens Kollegium og Rigshospitalets kollegium. I Århus kan Kollegierne i Universitetsparken i Aarhus, Skjoldhøjkollegiet, Børglumkollegiet, Grundtvigs Hus Kollegiet og Vilh. Kiers Kollegium nævnes.